# Robert Axelrod

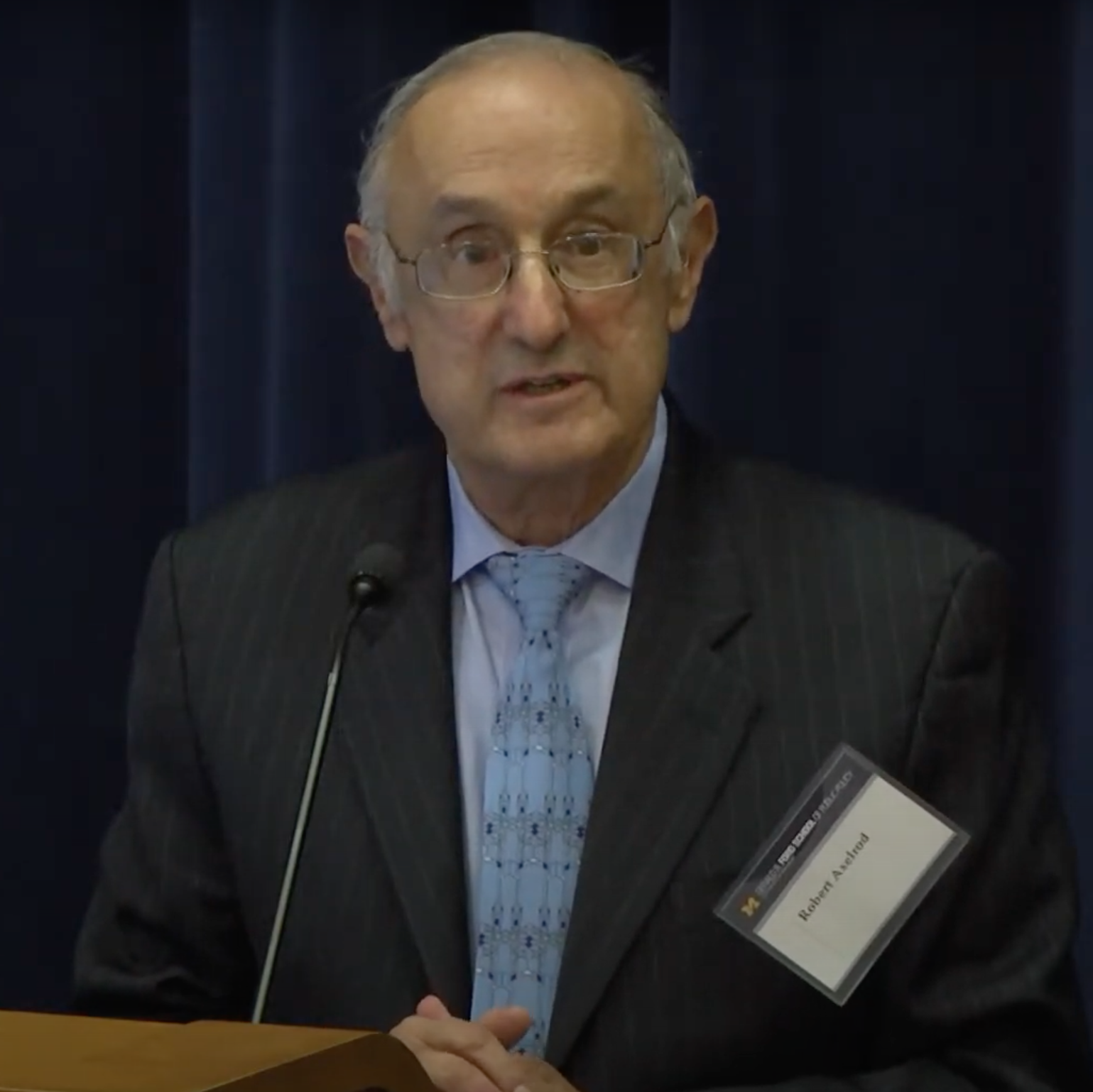
Robert Axelrod, 2019

Robert Marshall Axelrod (* 27. Mai 1943) ist ein amerikanischer Politikwissenschaftler. Er gilt als einer der bedeutendsten Vertreter der Theorie der rationalen Entscheidung (rational choice theory).

## Leben
Nach dem Studium der Mathematik, das Axelrod 1964 an der University of Chicago mit einem Bachelor of Arts beendete, studierte er Politikwissenschaften an der Yale-Universität (Master of Arts 1966, Promotion 1969). Er arbeitete im Planungsstab des Verteidigungsministeriums der Vereinigten Staaten und zeitweise bei der RAND Corporation. Axelrod lehrte an den Universitäten Berkeley und Michigan. Er ist in der Politikberatung tätig, unter anderem für die Vereinten Nationen, die Weltbank und das Pentagon. Besonders bekannt geworden ist er für seine interdisziplinär angelegten Konfliktanalysen und die von ihm in Die Evolution der Kooperation entwickelte Lösung für das spieltheoretische Gefangenendilemma in wiederholten Spielen. Axelrod führte die Methode des cognitive mapping in die Politikwissenschaft ein, um die Kausalstrukturen politischer Weltbilder zu erfassen.
1985 wurde er in die American Academy of Arts and Sciences und 1986 in die National Academy of Sciences aufgenommen. Seit 2004 ist er gewähltes Mitglied der American Philosophical Society. 1987 war er MacArthur Fellow. 2006/07 amtierte er als Präsident der American Political Science Association (APSA). 2008 würdigte die Yale University ihn mit der Wilbur Cross Medal. Für 2013 wurde ihm der Skytteanische Preis zugesprochen, und 2014 erhielt er die National Medal of Science.

## Werke
- A Passion for Cooperation. Adventures of a Wide-Ranging Scientist. Autobiografie. University of Michigan Press, Michigan 2023, ISBN 9780472056552. (Online verfügbar im Open Access; PDF)
- Die Evolution der Kooperation. (Originaltitel: The Evolution of Cooperation, 1984) übersetzt von Werner Raub und Thomas Voss. Oldenbourg, München 1987. (7. Auflage. ebd. 2009, ISBN 978-3-486-59172-9)
- The Complexity of Cooperation, Princeton University Press 1997.